# R包
R包是R语言中的一个概念，是R函数、实例数据、预编译代码的集合。R软件通常自带了一系列默认包，包括base、datasets、utils、graDevices、graphics、stats以及methods等，另外有许多第三方R包可在CRAN（Comprehensive R Archive Network，R综合档案网）下载。